# Frantic (film)
Frantic is een Frans-Amerikaanse thrillerfilm uit 1988 onder regie van Roman Polański. De hoofdrol werd gespeeld door Harrison Ford en Polański's latere vrouw Emmanuelle Seigner speelde een belangrijke bijrol.

## Verhaal
Dokter Richard Walker reist samen met zijn vrouw Sondra naar Parijs af voor een medisch congres. Nadat zij wordt ontvoerd, raakt hij betrokken in een complot.

## Rolverdeling
| Acteur               | Personage          |
| -------------------- | ------------------ |
| Harrison Ford        | Dr. Richard Walker |
| Betty Buckley        | Sondra Walker      |
| Emmanuelle Seigner   | Michelle           |
| Djiby Soumare        | Taxichauffeur      |
| Dominique Virton     | Receptionist       |
| Gérard Klein         | Gaillard           |
| Stéphane D'Audeville | Piccolo            |
| Laurent Spielvogel   | Portier            |
| Alain Doutey         | Portier            |
| Jacques Ciron        | Hoteldirecteur     |
| Roch Leibovici       | Piccolo            |
| Louise Vincent       | Toerist            |
| Patrice Melennec     | Detective          |
| Ella Jaroszewicz     | Toiletjuffrouw     |
| Joëlle Lagneau       | Bloemiste          |

## Muziek
De filmmuziek werd gecomponeerd door Ennio Morricone.

## Trivia
Actrice Emmanuelle Seigner trouwde een jaar na de verschijning van Frantic met regisseur Polański.